# Al-Dschardscharai
Ali ibn Ahmad al-Dschardscharai († 27. März 1045; arabisch علي بن أحمد الجرجرائي, DMG ʿAlī b. Aḥmad al-Ǧarǧarāʾī) war von 1028 bis 1045 Wesir der Fatimiden.
Al-Dschardscharai stammte aus einer irakischen Kleinstadt südlich von Bagdad. Er kam nach Ägypten und trat in die Dienste der Sitt al-Mulk, bevor er Sekretär des Polizeichefs von Kairo wurde. Als solcher wurde er der Untreue überführt, als er Briefe des Geheimdienstes öffnete, weswegen ihm 1013 die Hände abgeschlagen wurden. Allerdings bedauerte Kalif al-Hakim diese schwere Strafe bald, nahm al-Dschardscharai wieder in den Palast auf und übertrug ihm wieder hohe Ämter. Nach dem Tod von al-Hakim übernahm er die Verwaltung des Privatvermögens der Regentin Sitt al-Mulk und erlangte nach deren Tod 1023 die Kontrolle über die Reichsfinanzen.
In der Folgezeit übte al-Dschardscharai unter Kalif az-Zahir mit anderen Günstlingen die Macht aus. Allerdings konnte al-Dschardscharai bis 1028 seine Konkurrenten ausschalten und das Amt des Wesirs übernehmen. In dieser Zeit wurde das Reich von einer schweren Hungersnot und Beduinenaufständen in Syrien und Palästina erschüttert.
Er bemühte sich nach der Befriedung Syriens durch Anuschtegin ad-Duzbiri das Verhältnis zu Byzanz zu verbessern. Nachdem schon 1027 ein Waffenstillstand geschlossen worden war, kam es nach erneuten Kämpfen 1036 zum Friedensschluss. Umstritten war vor allem die Oberherrschaft über das Emirat der Mirdasiden in Aleppo, welche von beiden Mächten beansprucht wurde. Faktisch führte diese Konkurrenz in der Folgezeit zu einer Doppelherrschaft über Aleppo.
Auch unter Kalif al-Mustansir (1036-1094) leitete al-Dschardscharai weiter die Regierungsgeschäfte während der Minderjährigkeit des Herrschers. Er starb am 27. März 1045.